# Maksymilian Linda
Maksymilian Eugeniusz Linda (ur. 12 lub 22 października 1860 w Działoszynie, zm. 25 kwietnia 1945 w Zakopanem) – generał brygady Wojska Polskiego.

## Życiorys
W 1892, po ukończeniu Szkoły Junkrów w Warszawie, rozpoczął służbę zawodową w piechocie Armii Imperium Rosyjskiego. W czasie wojny rosyjsko-japońskiej 1904–1905 dowodził batalionem piechoty. Ranny w walkach, Odznaczył się i awansował na podpułkownika. W 1911 awansował na pułkownika. W czasie I wojny światowej dowodził pułkiem, brygadą i dywizją piechoty. Ponownie ranny. W 1917 był podany do awansu na generała majora.
Po rewolucji lutowej 1917 działał na rzecz Wojska Polskiego na Ukrainie. Był szefem sztabu 4 Dywizji Strzelców Polskich i dowódcą brygady piechoty w II Korpusie Polskim w Rosji. Od kwietnia do czerwca 1918 służył w III Korpusie Polskim w Rosji. Później dotarł do Polski.
W lutym 1919 został przydzielony do Departamentu Personalnego Ministerstwa Spraw Wojskowych w Warszawie. Potem przewodniczący Komisji Kwalifikacyjnej w Departamencie Personalnym MSWojsk. 25 maja 1919 został przyjęty do Wojska Polskiego z zatwierdzeniem posiadanego stopnia pułkownika. Od czerwca 1919 do kwietnia 1921 był dowódcą miasta Lwowa. W międzyczasie (22 maja 1920) został zatwierdzony w stopniu pułkownika z dniem 1 kwietnia 1920, w piechocie, w grupie oficerów byłych Korpusów Wschodnich i byłej armii rosyjskiej. 30 lipca 1920 Naczelny Wódz, na wniosek Ogólnej Komisji Weryfikacyjnej, nadał mu tytuł generała podporucznika. Z dniem 1 kwietnia 1921 został przeniesiony w stan spoczynku w stopniu tytularnego generała podporucznika.
30 maja 1921 Naczelny Wódz na wniosek ministra skarbu powołał go do czynnej służby i „oddał do dyspozycji i na etat Ministerstwa Skarbu”. Od czerwca 1921 do października 1922 był komendantem głównym Batalionów Celnych. Od lutego 1923 w stanie spoczynku. 26 października 1923 Prezydent RP Stanisław Wojciechowski zatwierdził go w stopniu rzeczywistego generała brygady.
Na emeryturze osiadł w Warszawie, a później w Chełmnie. Zmarł 25 kwietnia 1945 w Zakopanem. Pochowany na Nowym Cmentarzu w Zakopanem.

## Awanse
- chorąży (ros. прапорщик) – 1882
- podpułkownik (ros. подполковник) – 1905
- pułkownik (ros. полковник) – 1911
- tytularny generał podporucznik – 30 lipca 1920

## Ordery i odznaczenia
- Krzyż Walecznych – dwukrotnie (1922)[12]